# 愛媛県立博物館
愛媛県立博物館（えひめけんりつはくぶつかん）は、愛媛県松山市にかつて存在した県立博物館。

## 概要
1959年に愛媛県立図書館付属博物館として開館。1961年に愛媛県立博物館として独立。
現在の建物は1975年に開館。愛媛県教育文化会館内の4階と5階に設置され、主に生物、鉱物、自然等関係の資料や標本が保存されていた。
2008年12月28日を最後に、2009年1月より移転作業などのために休館。同年3月31日をもって閉館し、新居浜市の愛媛県総合科学博物館に統合された。統合後のフロアは愛媛県立図書館の一部となった。

## 周辺
- 愛媛県美術館
- NHK松山放送局
- 愛媛県警察本部
- 愛媛県庁
- 松山市役所
- 松山城